# Ишлекли
Ишлекли или ишлыклы (в некоторых рецептах как ишлякди) (туркм. Işlykly) — традиционное блюдо туркменской кухни. Представляет собой закрытый пирог из тонкого теста и мясно-овощной смеси внутри, который обычно сравнивают с пиццей. Ишлеклы обычно готовят для почетных гостей. Для фарша используется чаще всего баранина. Раньше пекли в очаге, зарывая в раскаленный песок. В наше время готовят в тандыре, помещая пирог между двумя сковородами и зарывая в золу.
Для приготовления сперва шинкуют репчатый лук и перец, смешивая их с фаршем, затем солят и перчат. Растапливают половину сливочного масла, смешивая с водой и чайной ложкой соли в глубокой миске. Постепенно всыпают в емкость муку и замешивают тесто, которое убирают под пищевую пленку на полчаса. Получившееся тесто делят на две части, одну из которых раскатывают в прямоугольник и смазывают оставшимся маслом, предварительно его растопив. Далее скручивают тесто в рулет и проделывают то же самое со вторым куском. Через 20 минут раскатывают оба пласта в блины одинакового размера. На один из них выкладывают начинку, а затем накрывают вторым и защипывают края. Смазывают блюдо взбитым яйцом, в центре делают небольшое отверстие и посыпают его кунжутом. Готовится 40 минут.

## Ингредиенты
- Мука
- Мясной фарш
- Картофель
- Репчатый лук
- Перец чёрный
- Соль
- Вода
- Растительное масло